# باد شرقی
باد شرقی نوعی باد در خاورمیانه است که از جنوب و جنوب شرقی می‌وزد. فصلی است و از آوریل تا اوایل ژوئن ادامه دارد و بین اواخر سپتامبر و نوامبر دوباره می‌وزد. بادهایی خشک و غبارآلود هستند و وزش بادهای گهگاهی تا ۸۰ کیلومتر بر ساعت (۵۰ مایل بر ساعت) و اغلب باعث ایجاد توفان‌های شدید شن و گرد و غبار می‌شود که می‌تواند شن و ماسه را به ارتفاع چندهزار متر جابجا کند و می‌تواند فرودگاهها را برای مدت کوتاهی تعطیل کند. این بادها می‌توانند یک روز کامل در ابتدا و انتهای فصل و چند روز در میانه فصل ادامه داشته باشند.